# حرب التحالف الرباعي
نشبت حرب التحالف الرباعي (1718-1720) نتيجة المحاولات الإسبانية لاستعادة الخسائر الإقليمية المتفق عليها في معاهدة أوترخت عام 1713، التي أُجريت في إيطاليا، وتضمنت تعاقدات بسيطة في الأمريكتين وأوروبا الشمالية، بالإضافة إلى انتفاضة اليعاقبة المدعومة من إسبانيا عام 1719.
أعادت إسبانيا الاستيلاء على سردينيا عام 1717 دون مواجهة، تلاها إرساء السفن في صقلية في يوليو 1718. أدى ذلك إلى تشكيل تحالف رباعي في 2 أغسطس 1718، يضم بريطانيا وفرنسا والإمبراطور تشارلز السادس والجمهورية الهولندية.
انتهت الحرب بموجب معاهدة لاهاي لعام 1720؛ أعادت هذه المعاهدة الموقف إلى ما قبل عام 1717 ولكن مع تبادل سردينا وصقلية بين كل من النمسا وسافوا. استعادت إسبانيا السيطرة على مملكة نابولي خلال حرب الخلافة البولندية بين عامي 1733 و1735.

## الخلفية التاريخية
تعافت إسبانيا ما بعد عام 1714 بسرعة ملحوظة من حرب الخلافة الإسبانية، ويعود الفضل في ذلك إلى الإصلاحات التي شرع بتنفيذها رئيس الوزراء جوليو ألبيروني، بدعم من زميلته الإيطالية إليزابيث فارنيزيي، التي أصبحت زوجة فيليب الخامس الثانية عام 1714.  تنازلت إسبانيا عن ممتلكاتها في إيطاليا وفلاندر في معاهدة أوترخت عام 1713 إلى ملكية هابسبورغ في النمسا وسافوا، وكانت استعادة هذه الممتلكات أولوية للإدارة الجديدة لفيليب الخامس ملك إسبانيا.
كانت الحرب بين عامي 1701 و1714 قد شُنت لضمان عدم توحيد فرنسا أو ملكية هابسبورغ مع إسبانيا، لكن فيليب حينها زرع الشكوك حول تخليه عن العرش الفرنسي، وهو الأمر المتفق عليه في أوترخت. رفض تشارلز السادس ملك النمسا أيضًا قبول هذا المبدأ رسميًا، إضافةً إلى أنه تأخر في تطبيق معاهدة الحاجز الهولندي في هولندا النمساوية التي استُحوذ عليها حديثًا، وهو الهدف الذي أفلست الجمهورية الهولندية فعلاً من أجل تحقيقه. اتفقت بريطانيا وفرنسا، الخصمان السابقان، في أواخر عام 1716 على تحالف إنكليزي فرنسي لضمان تطبيق معاهدة أوترخت؛ شكلت بريطانيا وفرنسا والهولنديون التحالف الثلاثي في يناير 1717.
كانت مبادئها الأساسية هي تأكيد تخلي كل من تشارلز وفيليب عن مطالبتهما بعروش فرنسا وإسبانيا، بينما تبادلت سافوا والنمسا صقلية وسردينيا. لم تر إسبانيا فائدة تذكر من هذا الأمر وقررت اغتنام الفرصة لاستعادة الخسائر الإقليمية المتفق عليها في أوترخت. نظرًا لعدم امتلاك سافوا أو النمسا لقوات بحرية كبيرة، فإن أكثر الأهداف وضوحًا كانت جزر سردينيا وصقلية، وهو طموح يتوافق مع مطالبات سلالة إليزابيث فارنيزي الإيطالية الحاكمة.
نزلت القوات الإسبانية في جزيرة سردينيا في أغسطس 1717، وبحلول نوفمبر كانوا قد استعادوا السيطرة على الجزيرة. واجهوا أثناءها معارضة لا تُذكر؛ كانت النمسا منخرطة في الحرب النمساوية التركية بين عامي 1716 و1718، في حين احتاجت فرنسا وهولندا إلى السلام لإعادة بناء اقتصاداتهما المدمرة. فشلت المحاولات لحل الموقف بالطرق الدبلوماسية، وفي يونيو 1718، وصلت قوة بحرية بريطانية إلى غرب البحر المتوسط كتدبير وقائي.
أنزل الإسبان 30,000 رجل في صقلية في يوليو 1718، بعد أن تشجعوا بنجاحهم في سردينيا، لكن الموقف الاستراتيجي قد تغير الآن. وقّعت النمسا في يوليو 1718 على معاهدة بارساروفجا مع الإمبراطورية العثمانية، وفي 2 أغسطس، انضمت إلى بريطانيا وفرنسا والهولنديين في التحالف الرباعي، الذي أعطى اسمه للحرب التي تلت ذلك.

## الحرب
استولى الإسبان على باليرمو في 7 يوليو، ثم قسموا جيشهم؛ في 18 يوليو، شرع ماركيز ليدي بتنفيذ حصار على مسينة، بينما احتل دوق مونتيمار بقية الجزيرة. هزم سرب بريطاني بقيادة السير جورج بينج الأسطول الإسباني في معركة كيب باسارو في 11 أغسطس. أعقب ذلك في الخريف إنزال جيش نمساوي صغير، جُمع في نابولي من قِبل نائب الملك النمساوي الكونت ويريش فيليب فون دون، بالقرب من مسينة لرفع الحصار المفروض من قِبل القوات الإسبانية. هُزم النمساويون في معركة ميلاتسو الأولى في 15 أكتوبر، وكانوا يسيطرون فقط على رأس جسر صغير حول ميلاتسو.
في عام 1718، بدأ الكاردينال ألبيروني بالتآمر ليحل محل دوق أورليان، الوصي على الملك لويس الخامس عشر ملك فرنسا، مع فيليب الخامس. أصبحت هذه المؤامرة معروفة باسم مؤامرة تشلاماري. نُفي ألبيروني من فرنسا، التي أعلنت الحرب على إسبانيا، بعد اكتشاف المؤامرة. بحلول 17 ديسمبر 1718، دخل الفرنسيون والبريطانيون والنمساويون جنبًا إلى جنت في الحرب ضد إسبانيا. انضم الهولنديون إليهم لاحقًا، في أغسطس 1719.
أمر دوق أورليان جيشًا فرنسيًا بقيادة دوق بيرويك بغزو مناطق الباسكيون الغربية في إسبانيا في أبريل عام 1719، التي ما زالت تحت صدمة تدخل فيليب الخامس العسكري ضدها. واجه جيش دوق بيرويك مقاومة ضئيلة للغاية، لكنه تعرض لخسارة فادحة نتيجة المرض. واجه الهجومُ الثاني في كتالونيا المصير ذاته.
بدأ النمساويون هجومًا جديدًا في صقلية بقيادة الكونت كلود فلوريمون دي ميرسي. عانوا في البداية من هزيمة في معركة فرانكافيلا (20 يونيو 1719). لكن الأسطول البريطاني عزل الإسبان عن وطنهم وكان الأمر مسألة وقت فحسب قبل أن تنهار مقاومتهم. انتصر ميرسي بعد ذلك في معركة ميلاتسو الثانية، واستولى على مسينة في أكتوبر، وحاصر باليرمو.
في عام 1719 أيضًا، نظم المنفي الإيرلندي، دوق أورموند، حملة بدعم إسباني كبير لغزو بريطانيا واستبدال الملك جورج الأول بجيمس ستيوارت، «اليقعوبي المطالب بالعرش». ومع ذلك، شُتت أسطوله من قِبل عاصفة بالقرب من جليقية عام 1719، ولم يصل إلى بريطانيا أبدًا. هبطت قوة صغيرة من 300 رجل من مشاة البحرية الإسبانية تحت قيادة جورج كيث، إيرل ماريشال العاشر، بالقرب من قلعة إلين دونن، لكنهم هُزموا مع سكان المرتفعات الذين ساندوهم في معركة إلين دونن في مايو 1719 ومعركة غلين شايل بعد شهر، وسرعان ما تلاشت آمال الانتفاضة.
استولى أسطول بريطاني على فيغو وزحف نحو داخل بونتيفيدرا في أكتوبر عام 1719 انتقامًا من هذا الهجوم. سبب هذا الأمر صدمة للسلطات الإسبانية لأنها أدركت مدى احتمالية تعرضها لهجمات برمائية من الحلفاء، مع إمكانية فتح جبهة جديدة بعيدًا عن الحدود الفرنسية.
استولى الفرنسيون على مستعمرة بنساكولا الإسبانية في فلوريدا في مايو 1719، ومنعوا هجومًا إسبانيًا على ساوث كارولينا. وفي حين استعادت القوات الإسبانية المدينة في أغسطس عام 1719، سقطت مرة أخرى بيد الفرنسيين في نهاية العام، الذين دمروا المدينة قبل الانسحاب.
انطلقت قوة إسبانية قوامها 1,200 فرد من كوبا للاستيلاء على مستوطنة ناساو البريطانية في جزر البهاماس. طُردوا في النهاية، بعد أن أخذوا كمية كبيرة من الغنائم، من قِبل الميليشيات المحلية.

## السلام
استاء فيليب من الأداء العسكري لمملكته، وطرد ألبيروني في ديسمبر عام 1719، وأعلن السلام مع الحلفاء في معاهدة لاهاي في 17 فبراير 1720.
أجبر فيليب بموجب المعاهدة على التخلي عن جميع الأراضي التي احتلها في الحرب. ومع ذلك، اعتُرف بحق ابنه الثالث على قيد الحياة في دوقية بارما وبياتشينزا بعد وفاة ابن عم إيزابيلا (من ناحية جدها) الذي لا أولاد له، أنطونيو فارنيزي.
استعادت فرنسا بنساكولا والمكاسب المتبقية في شمال إسبانيا مقابل فوائد تجارية. اضطر فيتوريو أميديو الثاني إلى استبدال صقلية بمملكة سردينيا الأقل أهمية بموجب أحكام هذه المعاهدة.
التراث
قدمت الحرب مثالاً فريداً خلال القرن الثامن عشر لتحالف بريطانيا وفرنسا على جانب واحد. جاء ذلك خلال فترة بين 1716 و1731 عندما كان البلدان حليفين. انضمت إسبانيا فيما بعد إلى فرنسا في اتفاق بوربون، وأصبحت الاثنتان أعداء للبريطانيين مرة أخرى.